# Copa México 1945/46
Die Copa México 1945/46 war die vierte Austragung des Fußball-Pokalwettbewerbs seit Einführung des Profifußballs in Mexiko.
Das Pokalturnier wurde im Anschluss an die Punktspielrunde der Saison 1945/46 ausgetragen. Teilnahmeberechtigt waren die 16 Mannschaften, die in derselben Saison in der höchsten Spielklasse vertreten waren.
Pokalsieger wurde zum ersten Mal die Mannschaft des CF Atlas.

## Modus
Die Begegnungen wurden im K.-o.-System ausgetragen und in nur einem Spiel entschieden.

## Achtelfinale
Die Begegnungen des Achtelfinals wurden am 23. Juni 1946 ausgetragen.
|               | Ergebnis |                  |
| ------------- | -------- | ---------------- |
| CD Veracruz   | 6:2      | CD Guadalajara   |
| San Sebastián | 2:5      | Club América     |
| CF Monterrey  | 1:6      | CF Atlas         |
| CD Oro        | 4:2      | Real Club España |
| CD Marte      | 1:5      | CF Atlante       |
| Puebla FC     | 5:0      | León FC          |
| CD Tampico    | 5:1      | CF Asturias      |
| A.D.O.        | 3:1      | UD Moctezuma     |

## Viertelfinale
Die Begegnungen des Viertelfinals fanden am 30. Juni 1946 statt.
|              | Ergebnis  |            |
| ------------ | --------- | ---------- |
| Club América | 3:2       | CD Oro     |
| CF Atlas     | 6:3       | CD Tampico |
| Puebla FC    | 1:2 n. V. | A.D.O.     |
| CD Veracruz  | 2:4       | CF Atlante |

## Halbfinale
Die Halbfinals wurden am 6. Juli 1946 ausgetragen.
|            | Ergebnis |              |
| ---------- | -------- | ------------ |
| CF Atlas   | 3:0      | Club América |
| CF Atlante | 3:0      | A.D.O.       |

## Finale
Das Finale wurde am 14. Juli 1946 im Parque Asturias von Mexiko-Stadt ausgetragen. Es war ein abwechslungsreiches Spiel, in dem Atlante bereits nach sechs Minuten durch einen Treffer des Argentiniers Mateo Nicolau in Führung lag. Durch zwei Tore seines Landmanns Norberto Pairoux in der 16. und 32. Minute ging Atlas mit einer 2:1-Führung in die Pause. In der zweiten Halbzeit sorgte erneut Nicolau mit einem Treffer in der 57. Minute für den Ausgleich, bevor der Spanier Martí Ventolrà in der 74. Minute für den erneuten Führungstreffer von Atlante sorgte. Einem kurz vor Schluss, erneut durch Pairoux, verwandelten Strafstoß zum 3:3 verdankte Atlas die Verlängerung. In dieser sorgte Rafael Meza bereits nach vier Minuten für die erneute Führung zu Gunsten von Atlante. Doch die folgenden Tore von Antonio Flores (101. Minute) und Rodrigo Solano (112.) bescherten den Rojinegros ihren ersten Pokaltriumph.
|            | Ergebnis             |          |
| ---------- | -------------------- | -------- |
| CF Atlante | 4:5 n. V. (3:3, 1:2) | CF Atlas |

Mit der folgenden Mannschaft gewann der CF Atlas den Pokalwettbewerb der Saison 1945/46:
Ángel „Ranchero“ Torres – Juan „Chapetes“ Gómez, Felipe Zetter – Jesús „Pelón“ Silva, Jesús „Chita“ Aldrete, Eduardo Valdatti – Luis Carniglia, Norberto Pairoux, Antonio „Niño“ Flores, Rodrigo Solano, Fidencio „Toronjo“ Casillas; Trainer: Eduardo Valdatti (Spielertrainer).